# Радикальна охорона природи
Радикальна охорона природи (радикальний енвайроменталізм, англ. Radical environmentalism) — природоохоронний рух, заснований на поглядах біоцентризму, екоцентризму, глибинної екології, соціальної екології, екофемінізму, звільнення тварин та етики дикої природи. Радикальна охорона природи охоплює радикалізм філософії охорони природи, а також радикалізм тактики, дій, засобів і способів (екотаж, акції прямої дії тощо), якими ця філософія втілюється в життя. Радикальна природоохорона часто протиставляється природоохрані помірній або реформістській. Радикали розуміють цей контраст таким чином: помірні діячі охорони природи вважають, що людство може вирішити  екологічну кризу шляхом вдосконалення свого  антропоцентричного ставлення до природи (реформування законів, урядової політики, корпоративної поведінки, особистого життєвого укладу) таким чином, щоб зробити їх більш лояльними до охорони природи. Жодні фундаментальні зміни щодо людських цінностей, соціальних, політичних чи економічних структур не потрібні для того, щоб досягти гармонії людини з природою. Радикали з цим не згодні: вони вважають, що необхідні глибокі і системні зміни у філософії і тактиці, якщо ми хочемо досягти цих цілей.
Радикальна охорона природи це:
- фундаментальне трактування дикої природи, яке підтримується глибинною екологією, біоцентризмом і екоцентризмом і вважає захист дикої природи і її видів центром безкомпромісних політичних акцій;
- силова діяльність, активістська орієнтація, яка переносить акцент з екофілософії на незагальноприйнятого тактику прямої безпосередньої дії — громадянської непокори, екотажу. Ця тактика також має на меті збереження і відновлення дикої природи та її видів;
- соціальна та політична філософія анархізму і біорегіоналізму, що уточнюється екологічним знанням, захищає сильні, ненасильницькі природоохоронні акції та нові форми екологічного способу життя;
- екологічний фемінізм, який поєднує екологічну та феміністську думку, і пропагує широке розмаїття практичних способів реформування патріархального способу життя і руйнування Землі[3]. Радикальна природоохорона не підтримує навіть мінімальних корисливих інтересів людини, які ведуть до знищення природи.

## Розвиток ідеології та практики радикальної охорони природи
Радикальні природоохоронні групи організаційно оформилися в 1980-х роках. Це «Земля перш за все», «Фронт визволення тварин», «Фронт визволення Землі», «Міліція прав тварин», «Морські пастухи», «Друзі вовка», «Грінпіс» тощо. Значно збагативши тактику охорони природи новими методами (пікети, блокади, демонстрації, фестивалі, екотаж) відразу привернули увагу ЗМІ та широких верств громадськості. Розвиткові радикальної охорони природи багато в чому сприяв роман американського письменника і еколога Едварда Ебба «Банда гайкового ключа», виданий в США в 1975 р.
Присутність активістів, що сидять на деревах, іноді допомагає відстрочити початок рубок до того часу, коли розпочнеться слухання запиту на їх заборону". Завдяки шипуванню дерев американським захисникам диких лісів вдалося врятувати від вирубок сотні гектарів лісу. За свою радикальну діяльність в галузі охорони природи екологи нерідко затримуються поліцією, їх б'ють або вбивають підкуплені для цієї мети бандити, спецслужби нерідко влаштовують проти радикальних захисників природи провокації, їх переслідує «жовта» преса. Відомому російському захиснику дикої природи Кавказу радикальному екологу С. Газаряну, рятуючись від переслідувань російської влади, довелося шукати політичного притулку в Естонії. Влітку 2012 року в Дніпропетровську був убитий еколог В. Гончаренко, а в 2009 р. в Києві бандитами, які здійснювали незаконний видобуток піску на Жуковому острові під  Києвом, був убитий радикальний еколог О. Гончаров.

## Екоетичний імператив
Багато екорадикалів у своїх діях керуються екоетичним імперативом, головними положеннями якого є:
1. природа є цінною сама по собі, визнається суб'єктом, має право на існування і процвітання;
2. етичні норми і правила також розповсюджуються на взаємодію людини з природою, яка будується на основі рівноцінності та рівноправності;
3. людина має виключні обов'язки по відношенню до природи;
4. природоохорона визначається в першу чергу необхідністю зберігати природу заради неї самої[1].

## Ресурси Інтернету
- A Brief Description of Radical Environmentalism, Jeff Luers, April 2005
- Green Parties World Wide [Архівовано 2 січня 2005 у Wayback Machine.]
- Уотсон Пол. «Морской пастух»  [Архівовано 25 травня 2013 у Wayback Machine.]
- Шипування дерев. Інструкція
- Дейв Формэн — живая легенда американской защиты дикой природы